# فهرست فرودگاه‌های جزایر تورکس و کایکوس

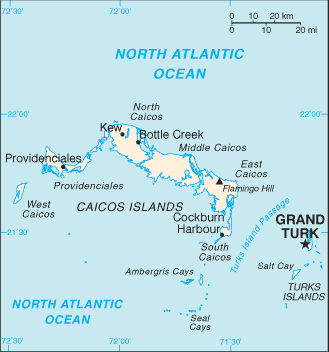
نقشهٔ جزایر تورکس و کایکوس

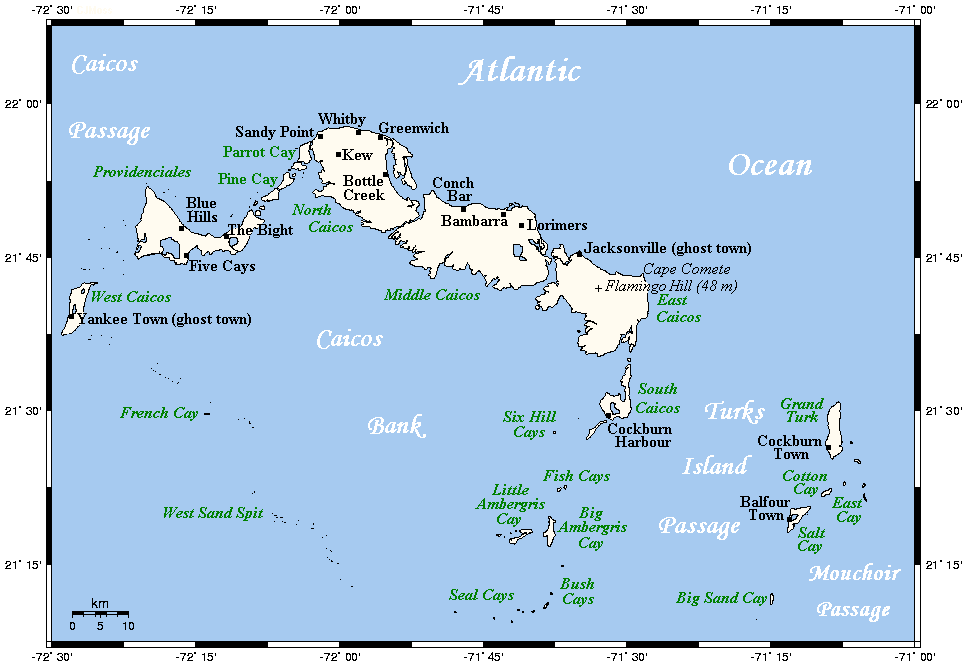

این مقاله شامل فهرست فرودگاه‌های جزایر تورکس و کایکوس است که بر پایهٔ مکان قرارگیری آن‌ها مرتب شده‌است.

## فرودگاه‌ها
| جزیره                           | ایکائو | یاتا | نام فرودگاه                           |
| ------------------------------- | ------ | ---- | ------------------------------------- |
| Ambergris Cay (جزایر کایکوس)    | MBAC   |      | فهرست فرودگاه‌های جزایر تورکس و کایکوس |
| Grand Turk Island (جزایر تورکس) | MBGT   | GDT  | فرودگاه بین‌المللی جگز مکیرتنی         |
| Middle Caicos (جزایر کایکوس)    | MBMC   | MDS  | فرودگاه میدل کایکوس                   |
| North Caicos (جزایر کایکوس)     | MBNC   | NCA  | فرودگاه نورث کایکوس                   |
| Pine Cay (جزایر کایکوس)         | MBPI   | PIC  | فهرست فرودگاه‌های جزایر تورکس و کایکوس |
| Providenciales (جزایر کایکوس)   | MBPV   | PLS  | فرودگاه بین‌المللی پراویدنشیالز        |
| Salt Cay (جزایر تورکس)          | MBSY   | SLX  | فرودگاه سلت کی                        |
| South Caicos (جزایر کایکوس)     | MBSC   | XSC  | فرودگاه سوت کایکوز                    |